# Erez
Erez (hebrejsky אֶרֶז, doslova „Cedr“, v oficiálním přepisu do angličtiny Erez) je vesnice typu kibuc v Izraeli, v Jižním distriktu, v Oblastní radě Ša'ar ha-Negev. V její blízkosti se nachází hraniční přechod Erez do severní části Pásma Gazy.

## Geografie

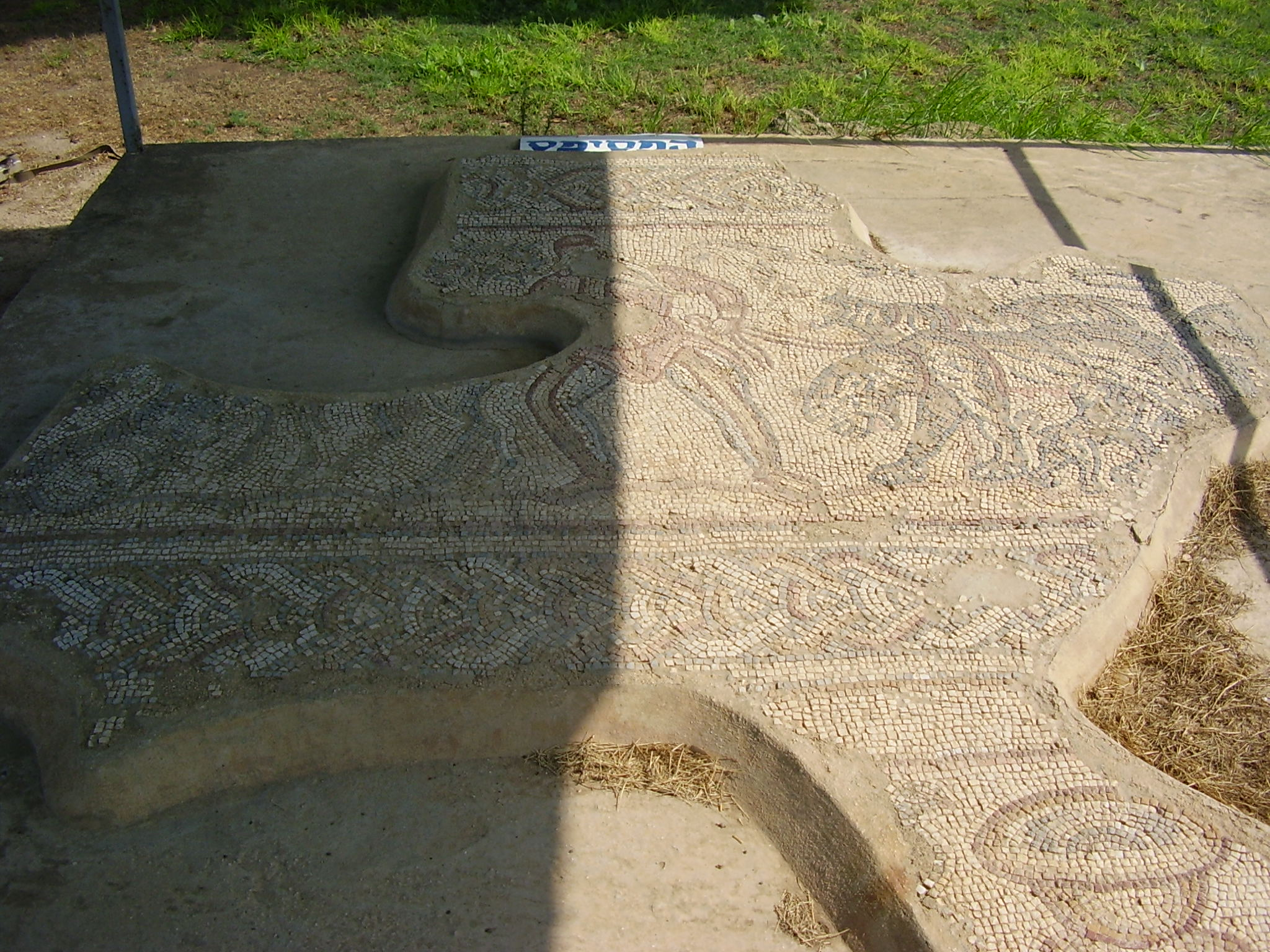
Mozaika v kibucu Erez

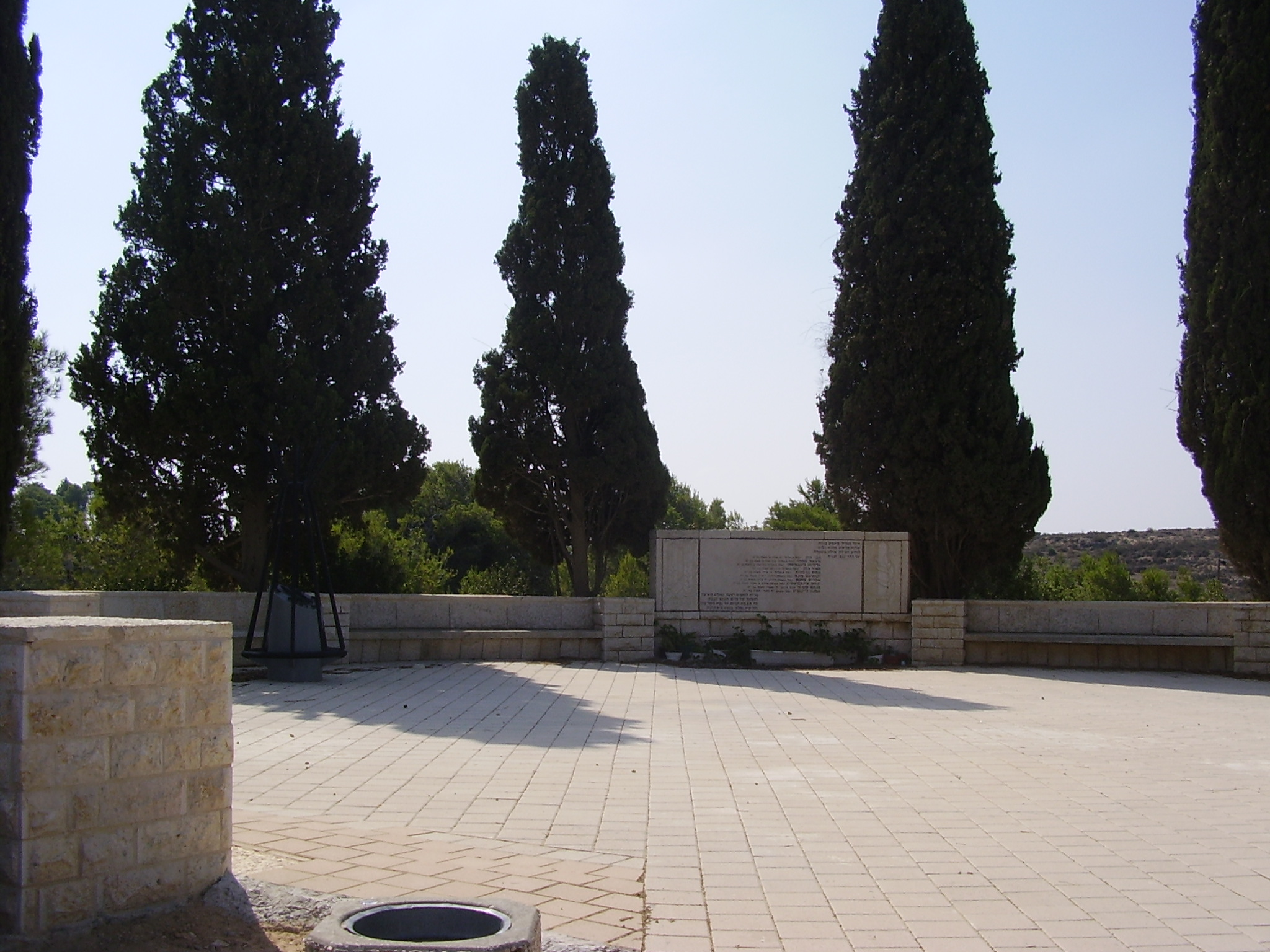
Válečný památník v kibucu Erez

Leží v nadmořské výšce 39 metrů v pobřežní nížině, v regionu Šefela, nedaleko severního okraje pouště Negev. Severně od vesnice probíhá potok Nachal Šikma. Podél východní strany kibucu do něj od jihu ústí vádí Nachal Mekorot. Od severovýchodu pak krátké vádí Nachal Rivja.
Obec se nachází 8 kilometrů od břehu Středozemního moře, cca 60 kilometrů jihojihozápadně od centra Tel Avivu, cca 68 kilometrů jihozápadně od historického jádra Jeruzalému a 5 kilometrů severozápadně od města Sderot. Erez obývají Židé, přičemž osídlení v tomto regionu je etnicky převážně židovské. 2 kilometry jihozápadním směrem ale začíná pásmo Gazy s početnou arabskou (palestinskou) populací.
Erez je na dopravní síť napojen na východní straně pomocí dálnice číslo 34. Na západní straně u kibucu končí dálnice číslo 4, která pak pokračuje do pásma Gazy skrz hraniční přechod Erez.

## Dějiny
Erez byl založen v roce 1949. Zakladateli kibucu byla skupina bojovníků jednotek Palmach. Usadili se v prostoru, kde do války za nezávislost v roce 1948 stála arabská vesnice Dimra.
Správní území obce dosahuje cca 15 000 dunamů (15 kilometrů čtverečních). Místní ekonomika je orientována na zemědělství (pěstování brambor, citrusů, avokáda a zeleniny, produkce mléka a medu) a průmysl (zejména firma na produkci plastů). Kibuc se zabývá i argonomickým výzkumem. Ve vesnici funguje společná jídelna. Dále je tu k dispozici plavecký bazén a sportovní areály. Poblíž kibucu je v provozu hraniční přechod Erez, který spojuje Izrael s pásmem Gazy.

## Demografie
Podle údajů z roku 2014 tvořili naprostou většinu obyvatel v Erez Židé (včetně statistické kategorie „ostatní“, která zahrnuje nearabské obyvatele židovského původu ale bez formální příslušnosti k židovskému náboženství).
Jde o menší obec vesnického typu s dlouhodobě rostoucí populací. K 31. prosinci 2014 zde žilo 488 lidí. Během roku 2014 populace stoupla o 1,0 %.
| Rok            | 1961 | 1972 | 1983 | 1995 | 2001 | 2003 | 2004 | 2005 | 2006 | 2007 | 2008 | 2009 | 2010 | 2011 | 2012 | 2013 | 2014 |
| -------------- | ---- | ---- | ---- | ---- | ---- | ---- | ---- | ---- | ---- | ---- | ---- | ---- | ---- | ---- | ---- | ---- | ---- |
| Počet obyvatel | 188  | 271  | 340  | 352  | 378  | 389  | 382  | 456  | 475  | 486  | 476  | 413  | 425  | 453  | 476  | 483  | 488  |